# قسم إعادة التأهيل المهني في فلوريدا
قسم إعادة التأهيل المهني في فلوريدا هو برنامج حكومي فيدرالي في ولاية فلوريدا الأمريكية، يقدم خدمات للأشخاص الذين يعانون من إعاقات جسدية أو عقلية لمساعدتهم في الحصول على وظيفة أو الاحتفاظ بها.
يقع مقر القسم الرئيسي في تالاهاسي، فلوريدا، ولديها 90 مكتبًا محليًا، لتقديم البرامج مثل خدمات الصم وضعاف السمع، وتذكرة العمل، والشباب الانتقالي، والصحة العقلية، والتوظيف المدعوم.

## وصف البرنامج
تعمل خدمات الصم وضعاف السمع على ضمان توفير خدمات الواقع الافتراضي للأفراد المؤهلين الذين يعانون من جميع أنواع فقدان السمع. إن المساعدة الضرورية والتدريب على المهارات لكل من الموظف وصاحب العمل يمكن أن يساعد الأشخاص الصم أو ضعاف السمع في تأمين عمل والاحتفاظ به.
تذكرة العمل هو برنامج إدارة الضمان الاجتماعي (SSA) المتاح لسكان فلوريدا. بالنسبة لأولئك الذين يتأهلون للحصول على مزايا الضمان الاجتماعي، سيتم إصدار التذاكر ويمكن تسليمها إلى المشاركين في شبكة التوظيف (EN)، مثل VR. يقدم هؤلاء المشاركون إمكانية الوصول إلى خدمات التوظيف وإعادة التأهيل اللازمة لمساعدة الشخص على تأمين العمل والاحتفاظ به. هذا البرنامج تطوعي.
تساعد خدمات VR Transition Youth الطلاب ذوي الإعاقة في التدريب للحصول على وظيفة، أو مواصلة تعليمهم، أو العثور على وظيفة بعد المدرسة الثانوية. في إطار هذا البرنامج، سيكون لدى كل شاب الفرصة للمشاركة في الإرشاد المهني المدعوم، وتدريب الاستعداد للعمل، وتجارب العمل المتكاملة بالكامل في المجتمع. يتم تقديم هذه الخدمات بينما لا يزال الشباب في المدرسة الثانوية.
تقوم VR بتنسيق الخدمات مع مراكز الصحة العقلية والبرامج ومقدمي الخدمات المتاحة لمساعدة الأفراد ذوي الإعاقات العقلية أو العاطفية في الحصول على عمل.
يخدم برنامج التوظيف المدعوم الأشخاص ذوي الإعاقات الأكثر خطورة والذين لم ينجحوا في الحصول على عمل تنافسي. يساعد البرنامج الأفراد على الحصول على وظائف في مجتمعهم من خلال استخدام خدمات مثل التدريب الوظيفي والمتابعة لتعزيز استقرار العمل.

### أمثلة على خدمات إعادة التأهيل المهني
- التقييم الطبي والنفسي
- التقييم والتخطيط المهني
- الإرشاد والتوجيه المهني
- التدريب والتعليم بعد المدرسة الثانوية
- تقييم موقع العمل والتسهيلات
- التوظيف
- التدريب الوظيفي
- التدريب أثناء العمل
- التوظيف المدعوم
- التكنولوجيا والأجهزة المساعدة
- العلاج الطبي و/أو النفسي لفترة محدودة

## التاريخ
بدأت حركة إعادة التأهيل المهني الوطنية بعد الحرب العالمية الأولى عندما مهدت ضحايا الحرب الطريق لتشريع إعادة التأهيل المهني. أدرك الكونغرس الأمريكي أن العديد من الجنود الذين أصيبوا بالإعاقة في الحرب سوف يحتاجون إلى تدريب خاص للعودة إلى المهن المدنية.
في عام 1918، أصدر الكونغرس قانونًا أتاح تأهيل الجنود القدامى، ومع ذلك فإن الكثير من الأشخاص ذوي الإعاقة منذ الولادة والحوادث وحوادث العمل الذين كانوا بحاجة إلى برنامج إعادة التأهيل المهني المدني، لم يتم تغطيتهم. أطلق هذا القانون برنامج إعادة التأهيل المهني المدني ووفر التمويل للولايات بنسبة 50/50. تطورت إعادة التأهيل المهني من برنامج طبي يخدم المحاربين القدامى إلى برنامج توظيف يخدم جميع فئات ذوي الإعاقة. تأسست مؤسسة إعادة التأهيل المهني في فلوريدا في عام 1925.